# Flaga Słowenii

Proporzec Słoweńskiej Marynarki. Proporcje 1:2

Flaga Słowenii za czasów gdy jako Socjalistyczna Republika Słowenii wchodziła w skład Socjalistycznej Federacyjnej Republiki Jugosławii (1945–1991)

Flaga Słowenii – składa się z trzech horyzontalnie ułożonych pasów w barwach pansłowiańskich: białym, niebieskim i czerwonym, i w takim samym układzie jak flaga rosyjska i słowacka. Wyróżnia ją słoweński herb.

## Historia
Flaga została przyjęta 24 czerwca 1991 roku. W swej kolorystyce jest kontynuatorką flag poprzednich, z których historycznie pierwsza była flaga Księstwa Krainy z czasów Wiosny Ludów (1848 rok), nawiązująca do kolorystyki herbu Krainy. Składała się ona z trzech poziomych pasów.
W czerwcu 2003 roku parlament Słowenii ogłosił konkurs na propozycję nowej flagi i godła kraju, tak by przy zachowaniu tradycyjnych kolorów odróżniała się od innych podobnych flag.

## Konstrukcja i wymiary
Prostokąt o proporcjach 3:6 podzielony na trzy poziome pasy: biały, niebieski, czerwony. Z lewego boku flagi umieszczony herb Słowenii.